# Franciszek Krajowski
Franciszek Krajowski, rozený František Králíček (30. září 1861 Velešín – 22. listopadu 1932 Brest) byl generálmajor rakousko-uherské armády a  generálporučík (divizní generál, pol. generał dywizji)  polské armády, původem Čech. Dekorován Řádem Virtuti Militari.

## Život
Narodil se 30. září 1861 ve Velešíně. Byl synem Václava a Kateřiny Králíčkových. Studoval na pěchotní kadetní škole v Łobzówě (součást Krakova). Poté vystudoval Akademii generálního štábu ve Vídni. Od roku 1883 jako důstojník z povolání sloužil u pěších jednotek rakousko-uherské armády. V hodnosti majora byl velitelem praporu 45. rakousko-uherského pěšího pluku v Sanoku. V květnu 1912 byl povýšen do hodnosti podplukovníka.
Během 1. světové války – v letech 1914 až 1915 velel 18. pluku domobrany při obraně pevnosti Přemyšl. Po kapitulaci pevnosti byl zajat Rusy. Osvobozen byl v důsledku únorové revoluce v roce 1917, tehdy se vrátil do služby a převzal velení pěší brigády. Dne 12. června 1918 byl povýšen na generálmajora, a to s platností od 1. května 1918.
Po rozpadu habsburské monarchie v listopadu 1918 se dobrovolně přihlásil do polské armády. Byl jmenován velitelem 7. pěší brigády v rámci 4. pěší divize. Dne 20. září 1919, po získání povolení od Haličské gubernie, bylo jeho příjmení „Kraliczek“ ve vojenských záznamech změněno na „Krajowski“.
Zúčastnil se polsko-ukrajinských a polsko-bolševických válek, velel skupině generála Bonnina a po něm pojmenované operační skupině (později reformované na 18. pěší divizi) v bitvách u Brodů a v oblasti pevnosti Modlin, bitvách na řece Wkra a poté v pronásledovacích operacích v Polesí a Volyni.
V hodnosti generálmajora se služebností byl ověřen od června 1919. V roce 1921 převzal velení sborového okrsku č. IX v Brestu. K 1. listopadu 1922 byl odvolán z funkce velitele DOK IX a dne 1. ledna 1923 byl penzionován. Po skončení služby zůstal v Brestu. Tam dne 22. listopadu 1932 zemřel.
Dne 3. března 1894 se v Sanoku oženil s Teodozií Janeczkovou. Jejich syn byl Wielisław Krajowski, rozený Wielisław Králíček, polský plukovník dělostřelectva.

## Vyznamenání
- Stříbrný kříž vojenského řádu Virtuti Militari (1921)
- Čtyřikrát kříž udatnosti
- Důstojník Řádu čestné legie – Francouzská třetí republika (1921)

## Další ocenění
Dne 29. srpna 1920 městská rada města Mława udělila Franciszku Krajowskému čestné občanství. V Mławě byla po něm pojmenována ulice – ulice Generała Franciszka Krajowskiego.